# Anastasivka, Novohrad-Volînskîi
Anastasivka (în ucraineană Анастасівка) este un sat în comuna Luciîțea din raionul Novohrad-Volînskîi, regiunea Jîtomîr, Ucraina.

## Demografie
Componența lingvistică a localității Anastasivka
     Ucraineană (100%)
Conform recensământului din 2001, toată populația localității Anastasivka era vorbitoare de ucraineană (100%).